# Saint-Martin-Longueau
Saint-Martin-Longueau ist eine französische Gemeinde mit 1.431 Einwohnern (Stand: 1. Januar 2022) im Département Oise in der Region Hauts-de-France. Sie gehört zum Arrondissement Clermont, zum Kanton Pont-Sainte-Maxence und zum Gemeindeverband Communauté de communes des Pays d’Oise et d’Halatte. Die Einwohner werden Saint-Martinois-Longoviciens genannt.

## Geographie

### Lage
Saint-Martin-Longueau liegt 15 Kilometer nordöstlich von Creil und 17 Kilometer südwestlich von Compiègne am nördlichen Rand des Regionalen Naturparks Oise-Pays de France.

### Nachbargemeinden
|               | Choisy-la-Victoire                          | Sacy-le-Petit       |
| Sacy-le-Grand | Kompassrose, die auf Nachbargemeinden zeigt | Bazicourt           |
|               | Monceaux                                    | Pont-Sainte-Maxence |

## Bevölkerungsentwicklung
| Jahr                       | 1962 | 1968 | 1975 | 1982 | 1990 | 1999 | 2006 | 2012 | 2021 |
| Einwohner                  | 479  | 524  | 789  | 966  | 1009 | 1415 | 1467 | 1475 | 1442 |
| Quellen: Cassini und INSEE |      |      |      |      |      |      |      |      |      |

## Sehenswürdigkeiten
- Kirche Saint-Martin, im 12./13. Jahrhundert erbaut

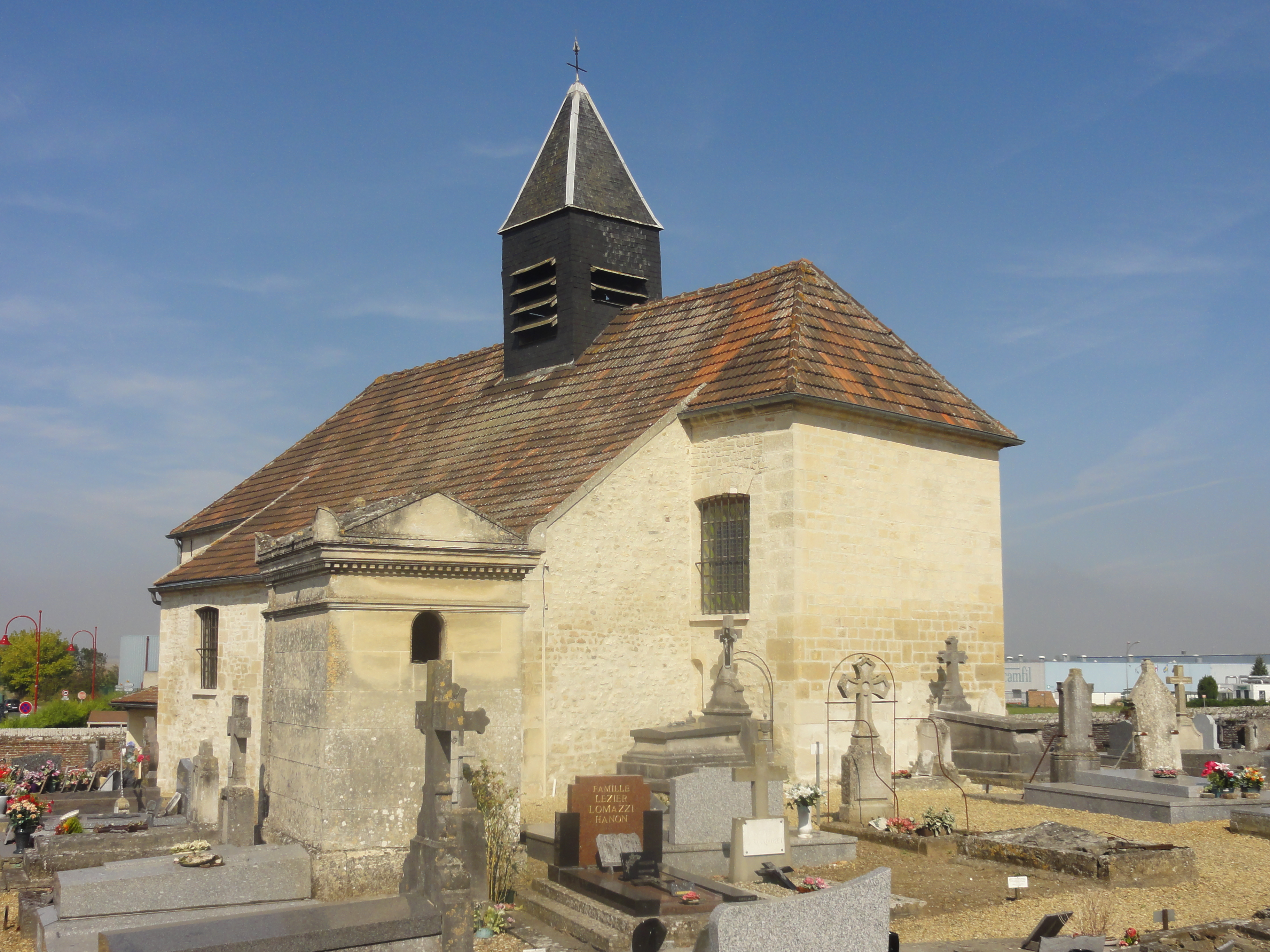
Kirche Saint-Martin
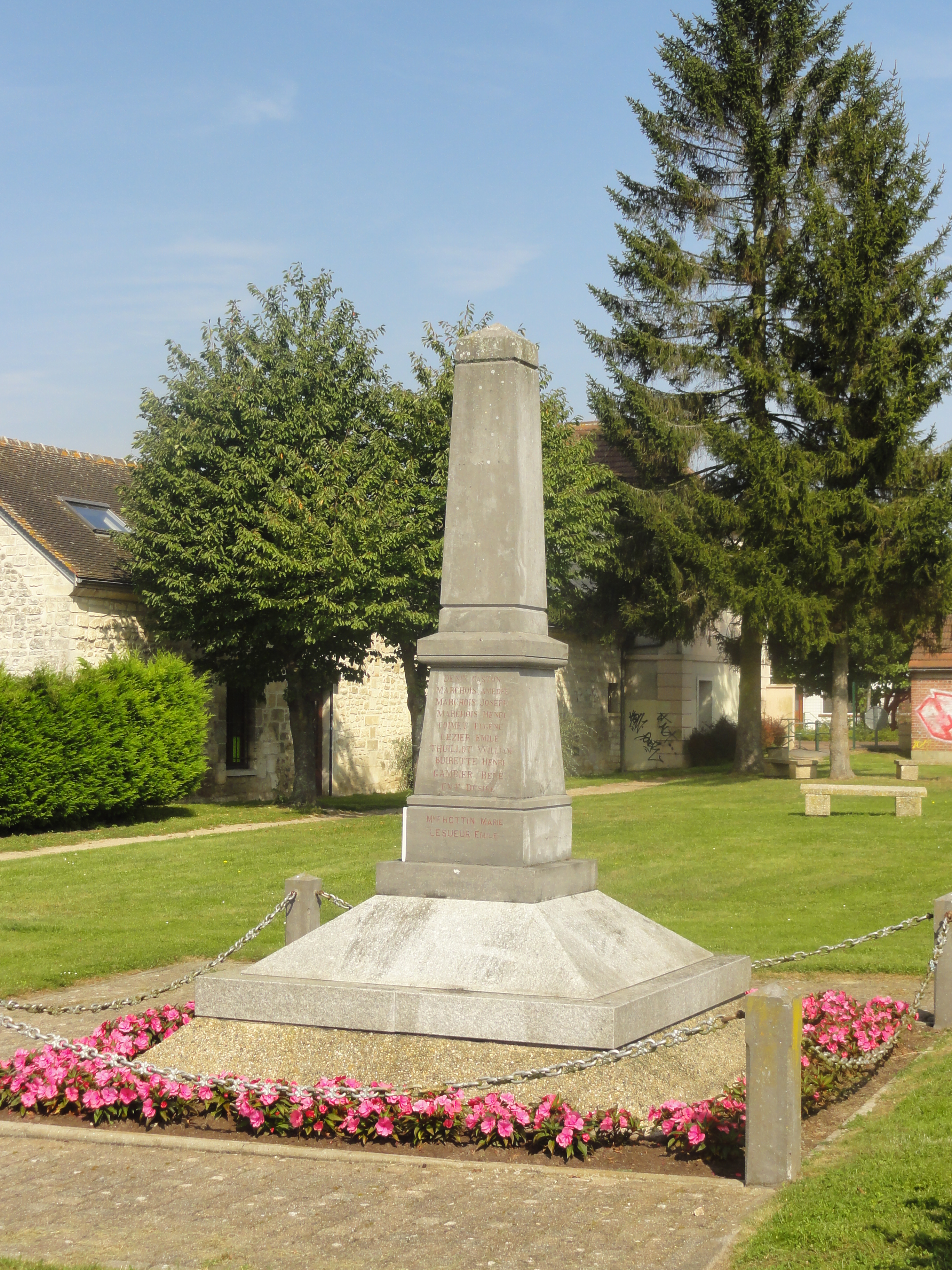
Gefallenendenkmal